# Love bombing
Love bombing ("liefdesbombardement") is een emotioneel manipulatieve tactiek waarbij iemand overladen wordt met positieve aandacht met als doel loyaliteit te kweken en hen later te kunnen domineren. Deze tactiek wordt gebruikt door sektes alsook in liefdesrelaties.

## Achtergrond
De term love bombing werd voor het eerst gebruikt in de jaren zeventig en tachtig van de twintigste eeuw door leden van de Verenigingskerk. In de jaren tachtig werd het door de Amerikaanse psychotherapeut Steven Hassan, een voormalig lid van de Verenigingskerk, beschreven in zijn boek Combatting Cult Mind Control. In zijn boek stelt hij dat sektes love bombing gebruiken om nieuwe leden voor zich te winnen. Door potentiële kandidaten te overladen met complimenten en positieve aandacht, hopen zij dat zij loyaliteit naar de groep ontwikkelen. Volgens Hassan is love bombing een vorm van indoctrinatie. Love bombing werd ook gebruikt door sekteleiders, zoals Jim Jones, David Koresh en Charles Manson. Van de sekte Children of God is tevens bekend dat ze deze tactiek gebruiken.

## Love bombing in relaties
Love bombing komt ook voor in liefdesrelaties en is een vorm van psychische mishandeling. In relaties volgt love bombing vaak het patroon van idealisatie, devaluatie en afstoting. In het begin van een relatie wordt het slachtoffer overladen met complimenten, cadeaus en aandacht (idealisatie). Volgens psychiater en auteur Dale Archer is dit een vorm van conditionering: als het slachtoffer het juiste gedrag vertoont, wordt die beloond met positieve aandacht. Als het gedrag wordt gezien als ongewenst, volgen er negatieve consequenties. Deze kunnen bestaan uit fysieke en/of psychische mishandeling (devaluatie). Als het slachtoffer niet meer voldoet aan de eisen van de dader wordt de relatie verbroken (afstoting).
De daders van love bombing (love bombers) vertonen vaak kenmerken van de duistere drie: machiavellisme, narcisme en psychopathie. Daarnaast hebben zij vaak een onveilige hechtingsstijl.